# Monastère Solovetski
Le monastère Solovetski ou monastère des Solovki ou encore monastère de Soloviet (en russe : Соловецкий монастырь) est un monastère orthodoxe russe situé aux îles Solovki au bord de la mer Blanche (nord-ouest de la Russie).

## Histoire
Le monastère est fondé à la fin des années 1420. Il possède plusieurs villages côtiers de pêcheurs Pomors, comme Oumba et fait le commerce de produits de la pêche ou de la chasse avec la Scandinavie ou la république de Novgorod.
Dans les années 1650 et 1660, c'est un des plus grands soutiens aux vieux-croyants opposés aux innovations introduites par le patriarche Nikon.
Après la révolution d'Octobre en 1917, le monastère est fermé. Pendant les années 1920 et 1930, l'archipel abrite un camp de travail forcé du Goulag, il était déjà un lieu d'enferment du temps des tsars.
Après la Seconde Guerre mondiale, il abrite une école des cadets de la marine.
La vie monastique reprend après la fin du régime soviétique avec l'arrivée d'une dizaine de nouveaux moines. En août 1992, les reliques de saint Zosime, saint Sabbas et saint Germain, les trois fondateurs du monastère, sont ramenées de Saint-Pétersbourg, où elles ont été transférées pendant la période soviétique, à Solovki. La célébration est présidée par le patriarche Alexis II.

## Patrimoine artistique
Le monastère abrite aujourd'hui un musée historique et architectural qui est en cours de restauration.

### Quelques tombes

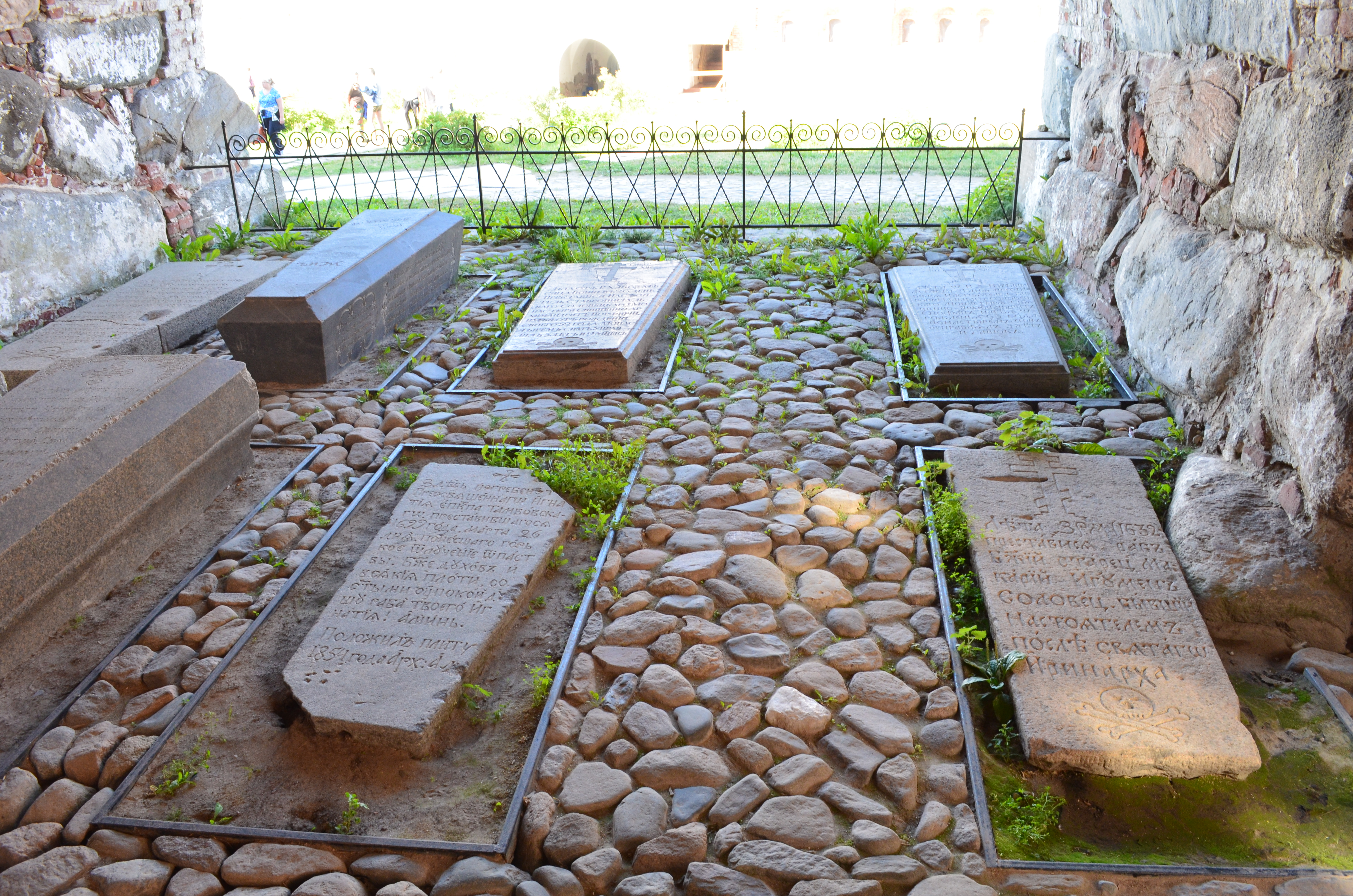
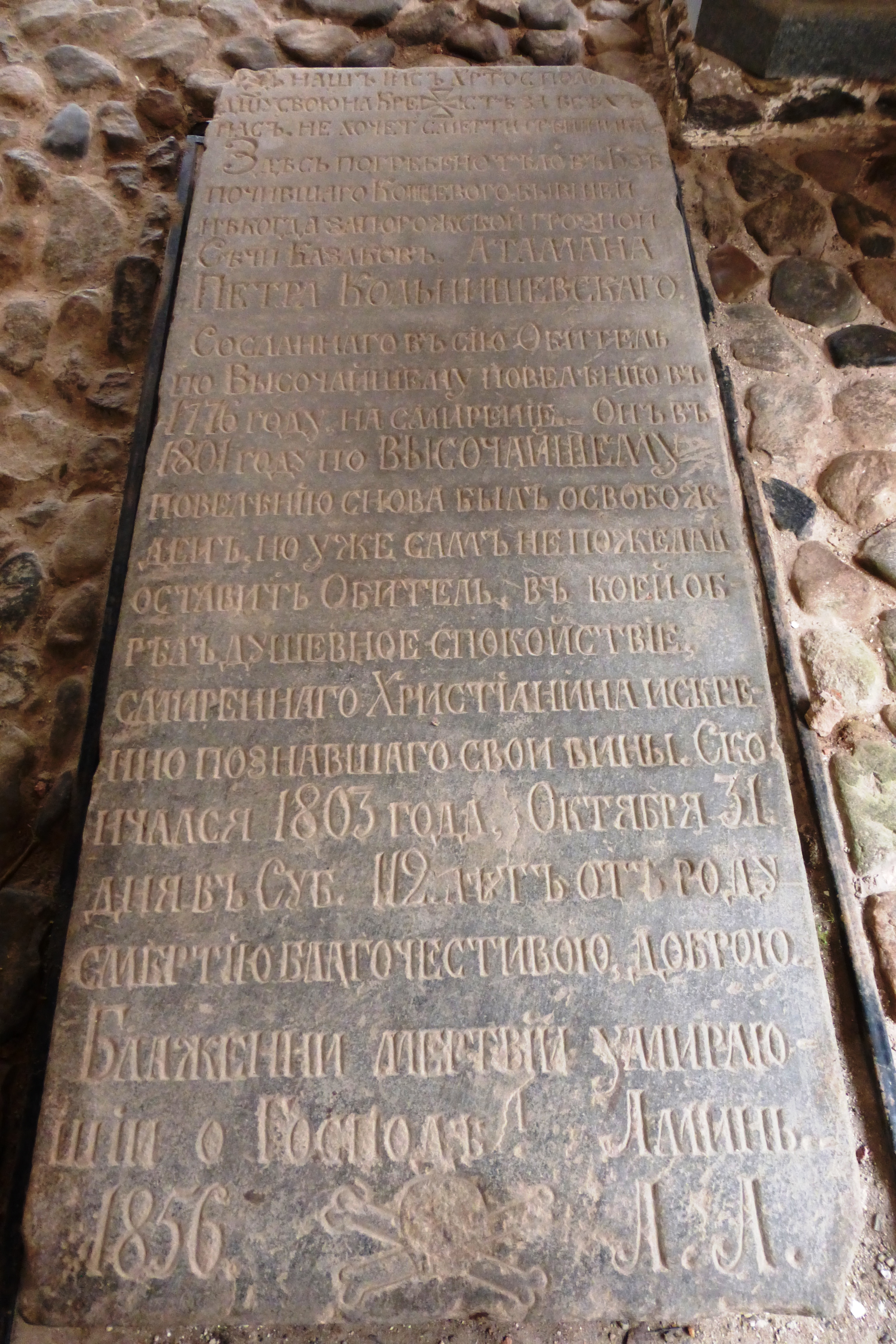
celle de l'ataman Kalnychevsky.

### Des chapelles

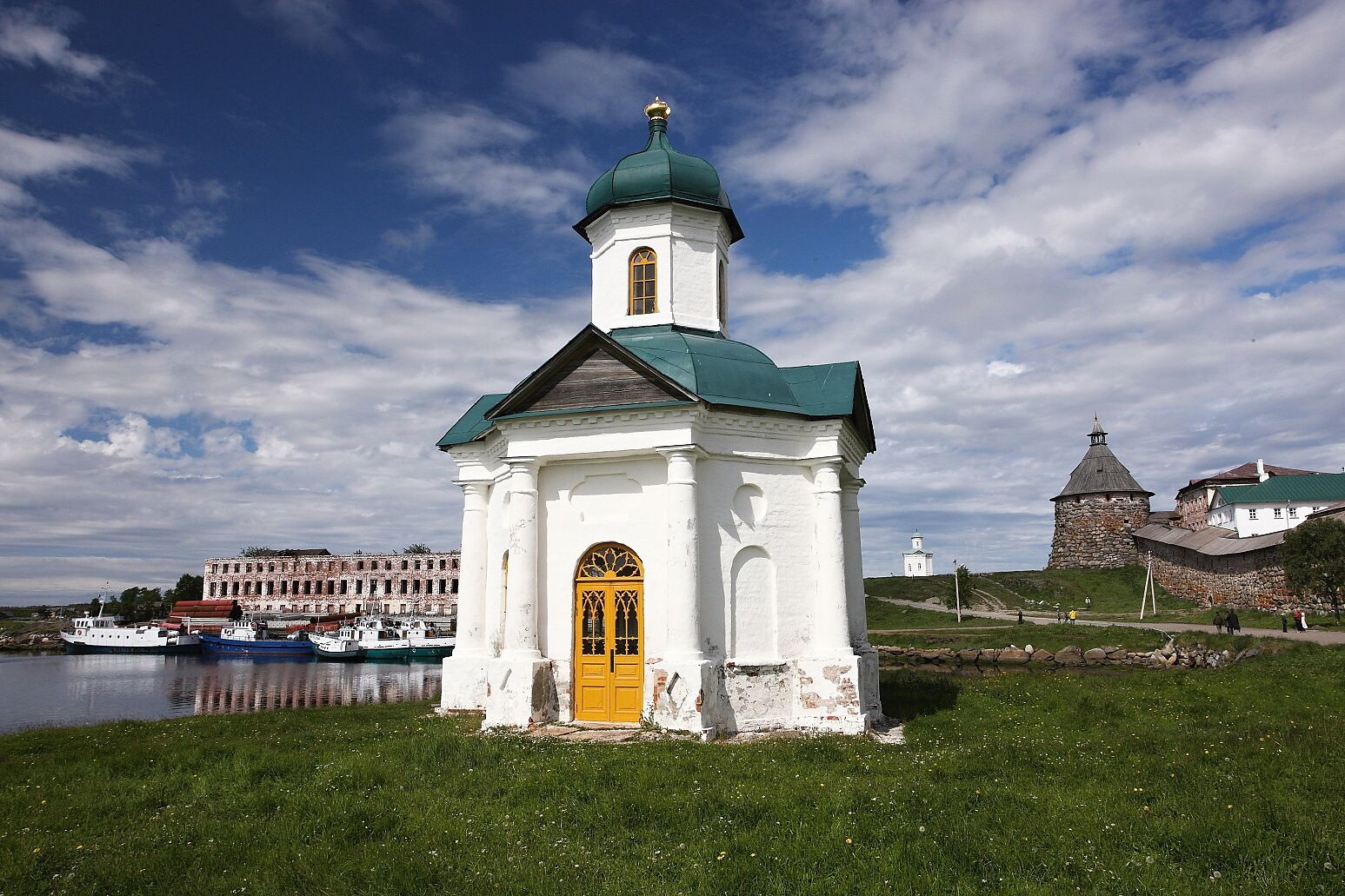
Chapelle Alexandre Nevsky,
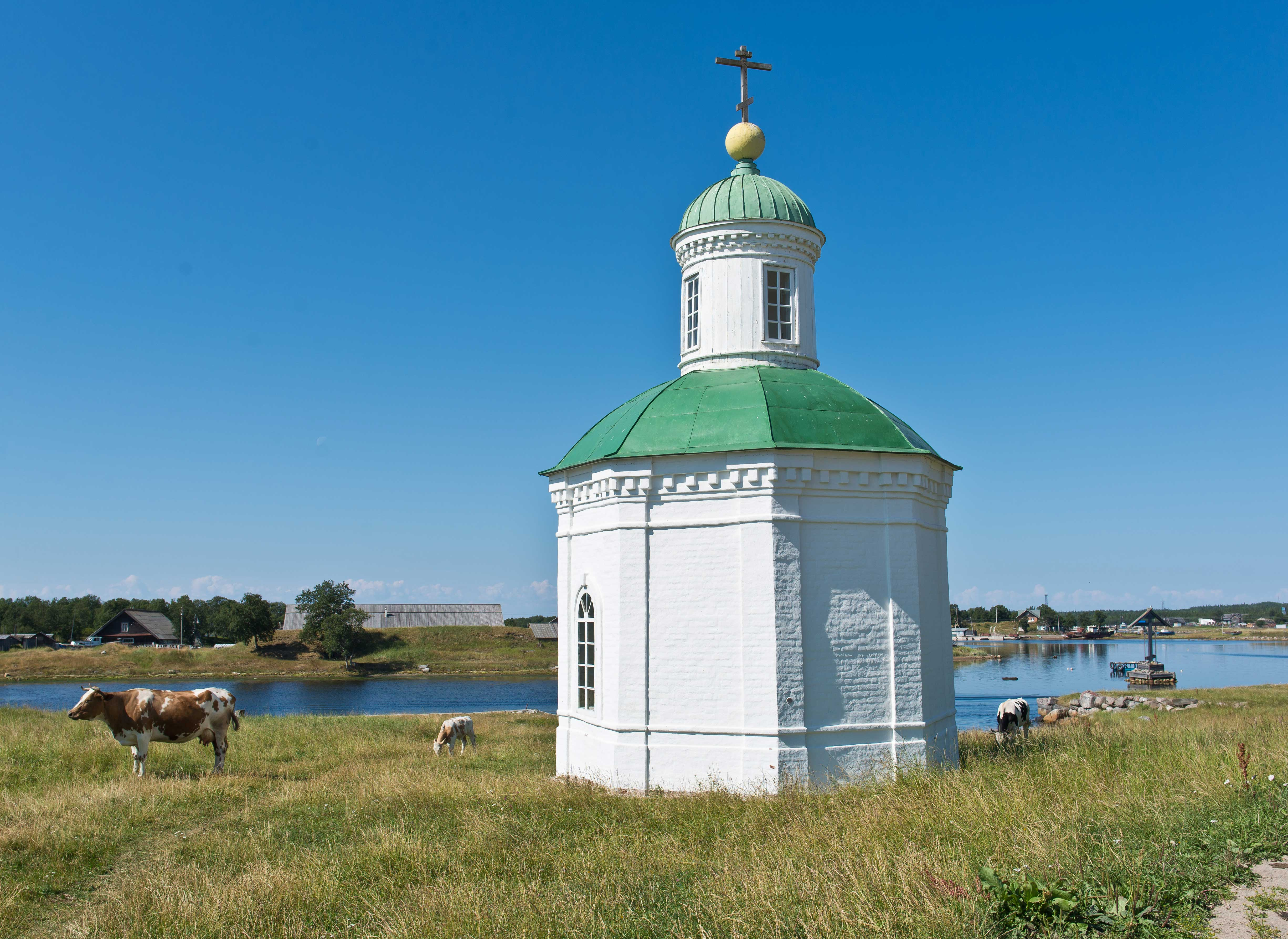
celle de Pierre&Paul,
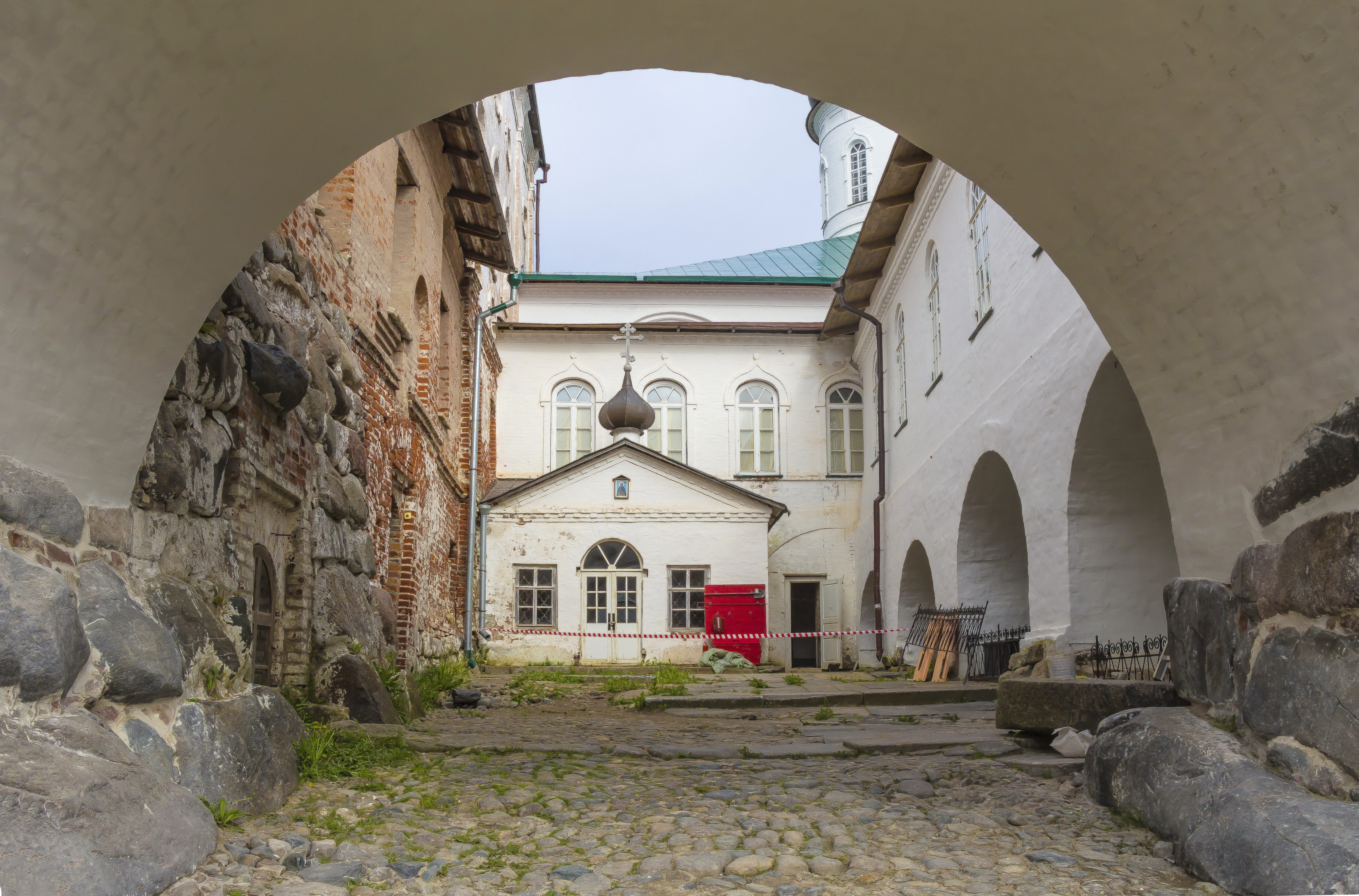
de Germanius,
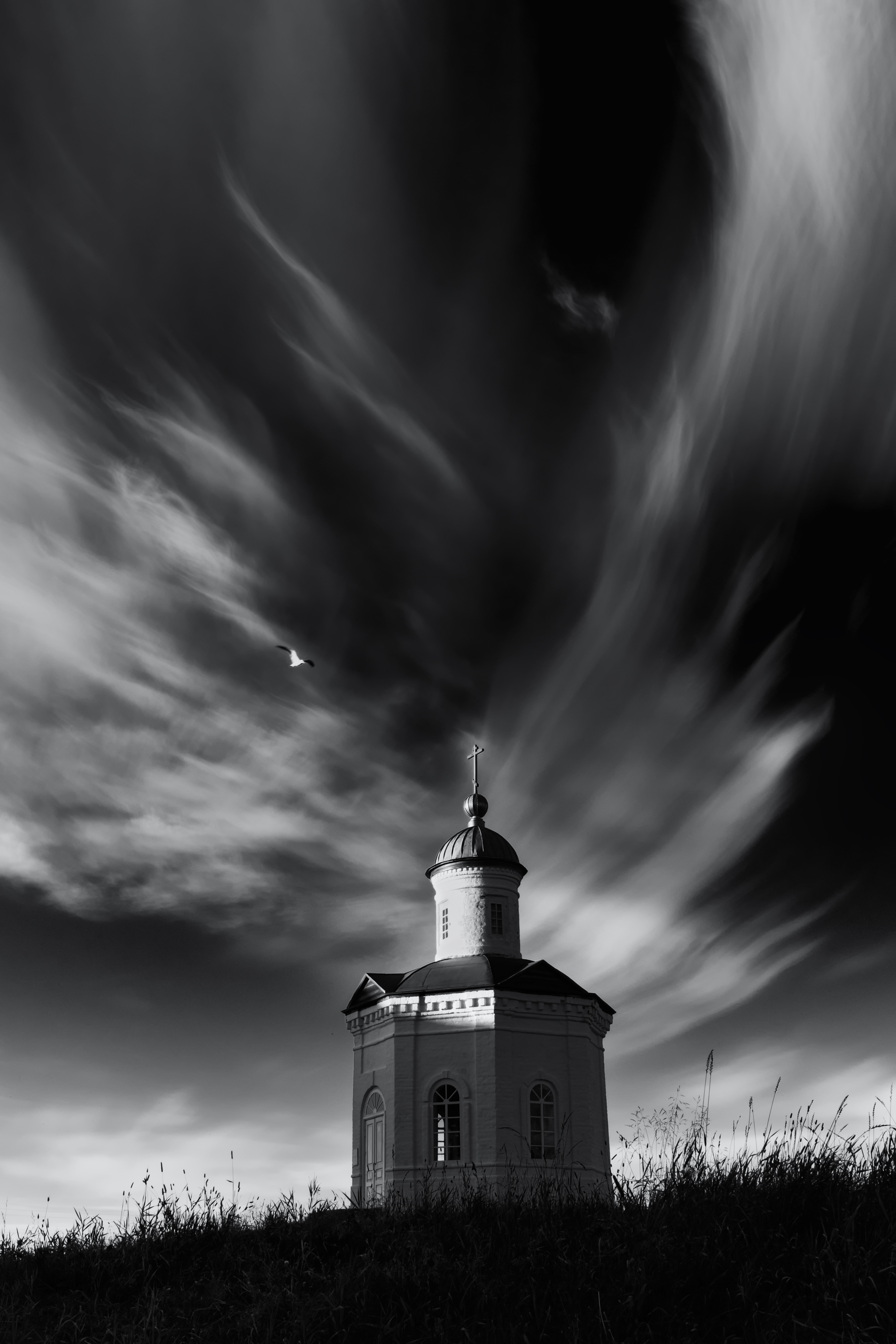
de Constantin.

## Galerie

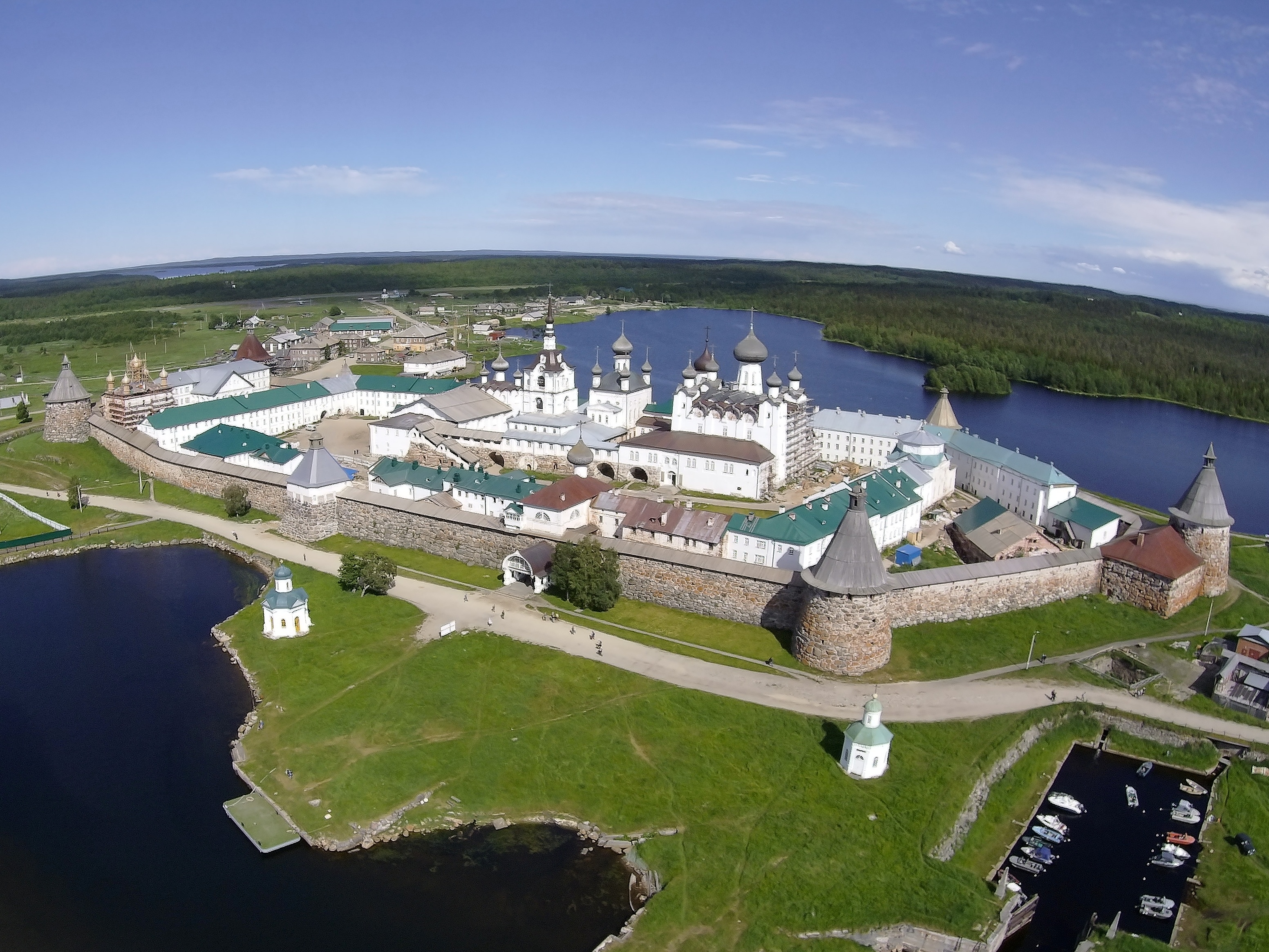
Le monastère des Solovki en 2017
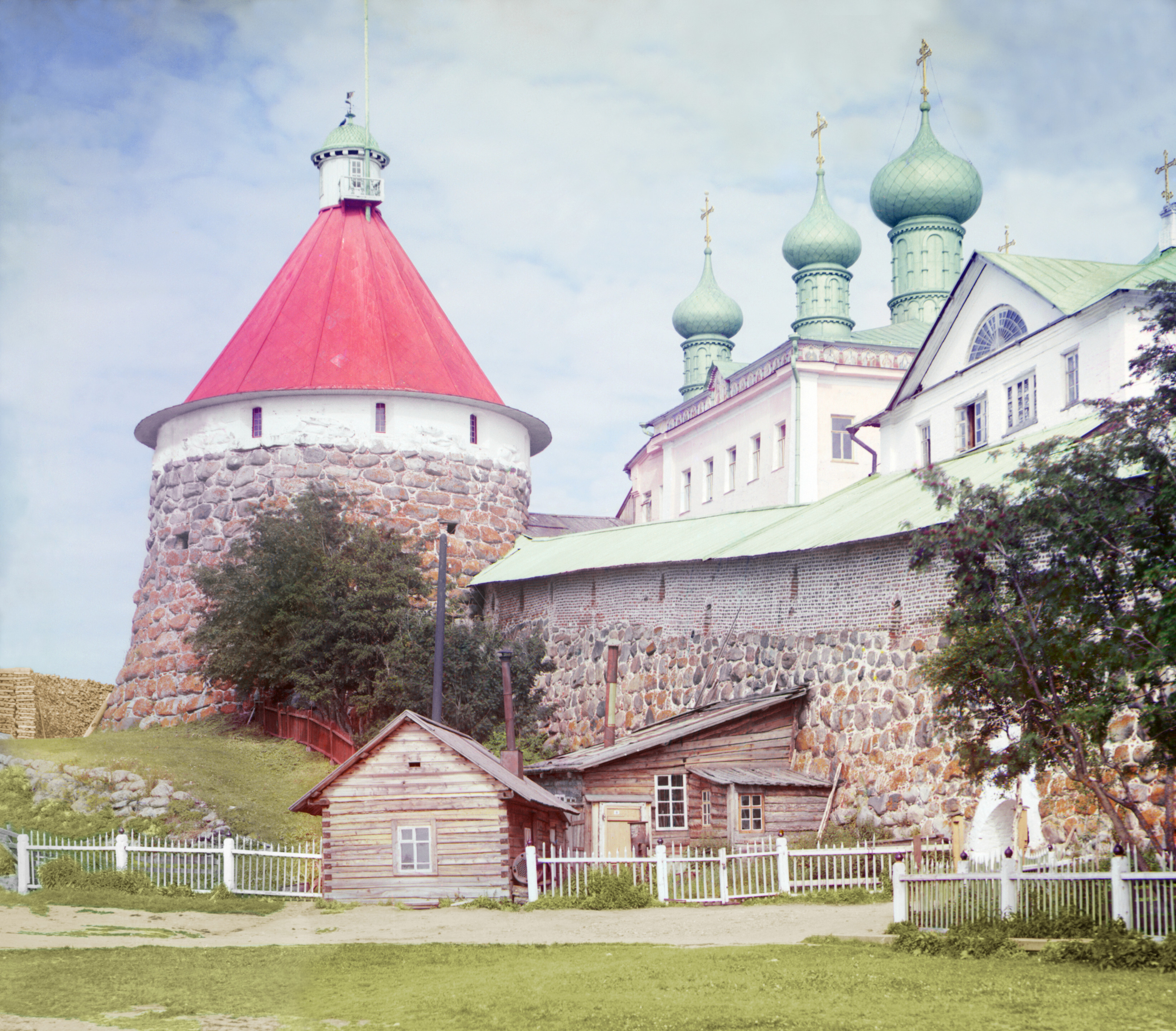
Vue partielle du monastère des Solovki en 1915
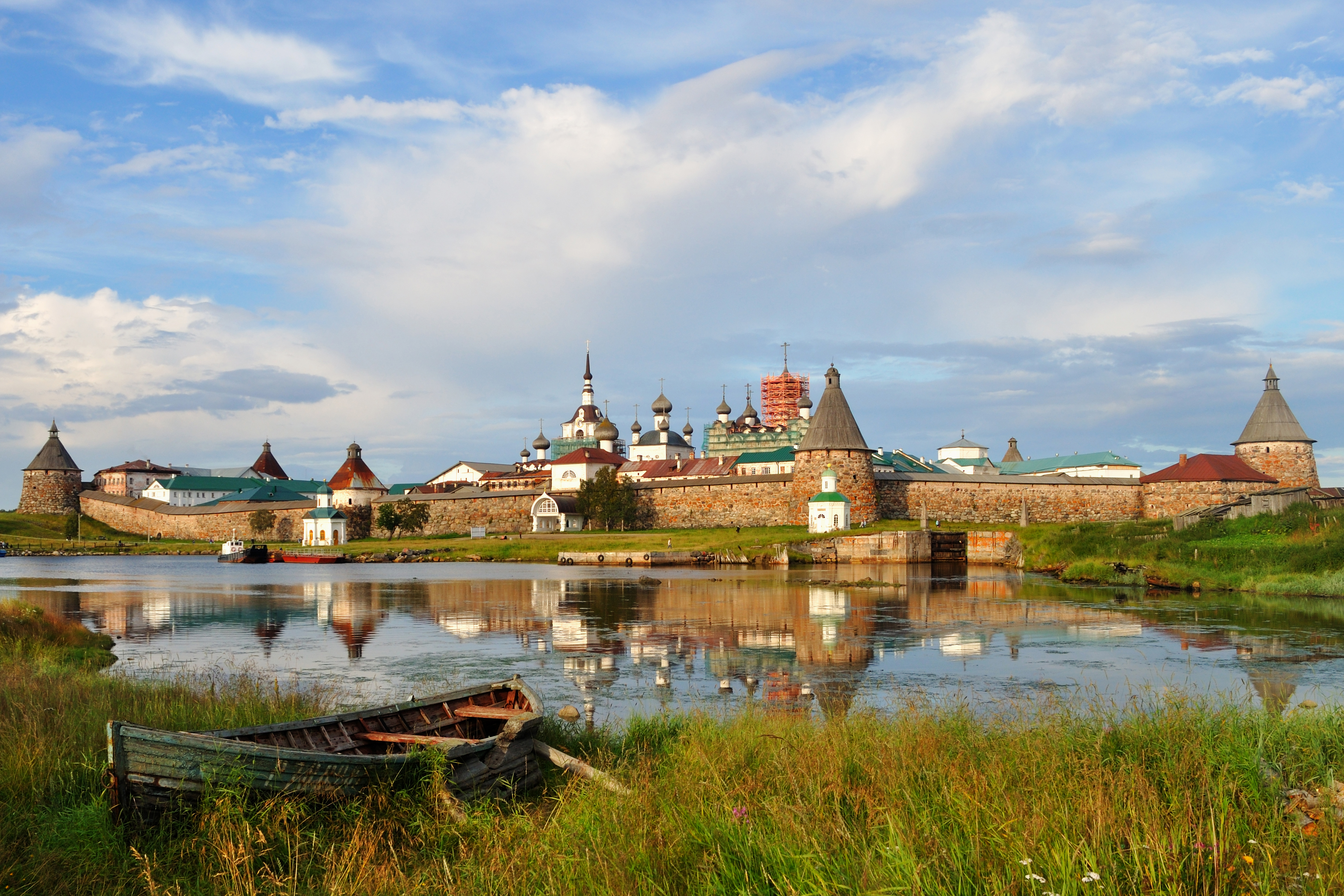
Le monastère des Solovki en 2012
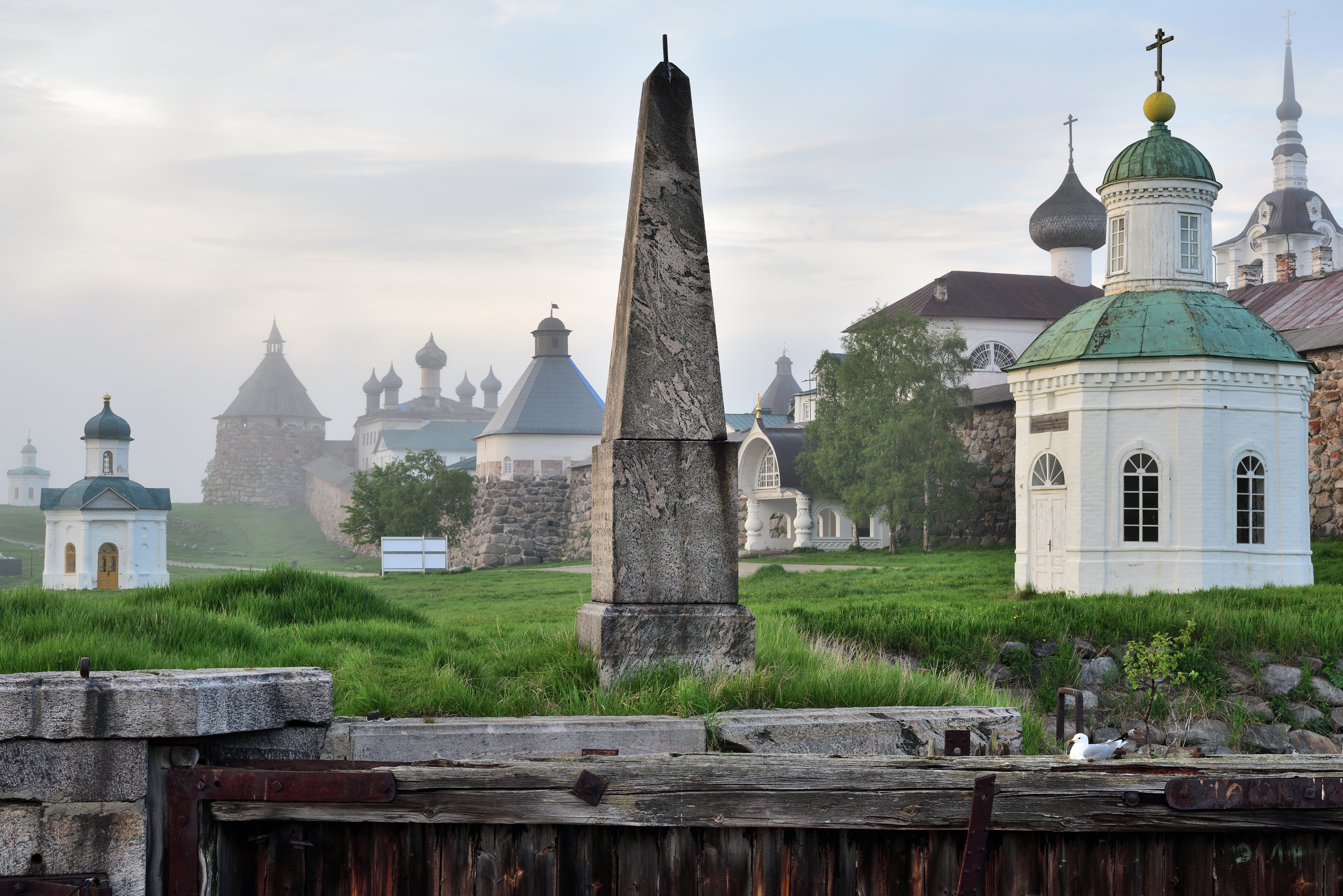
Le monastère Solovetski dans la brume. Juin 2019.
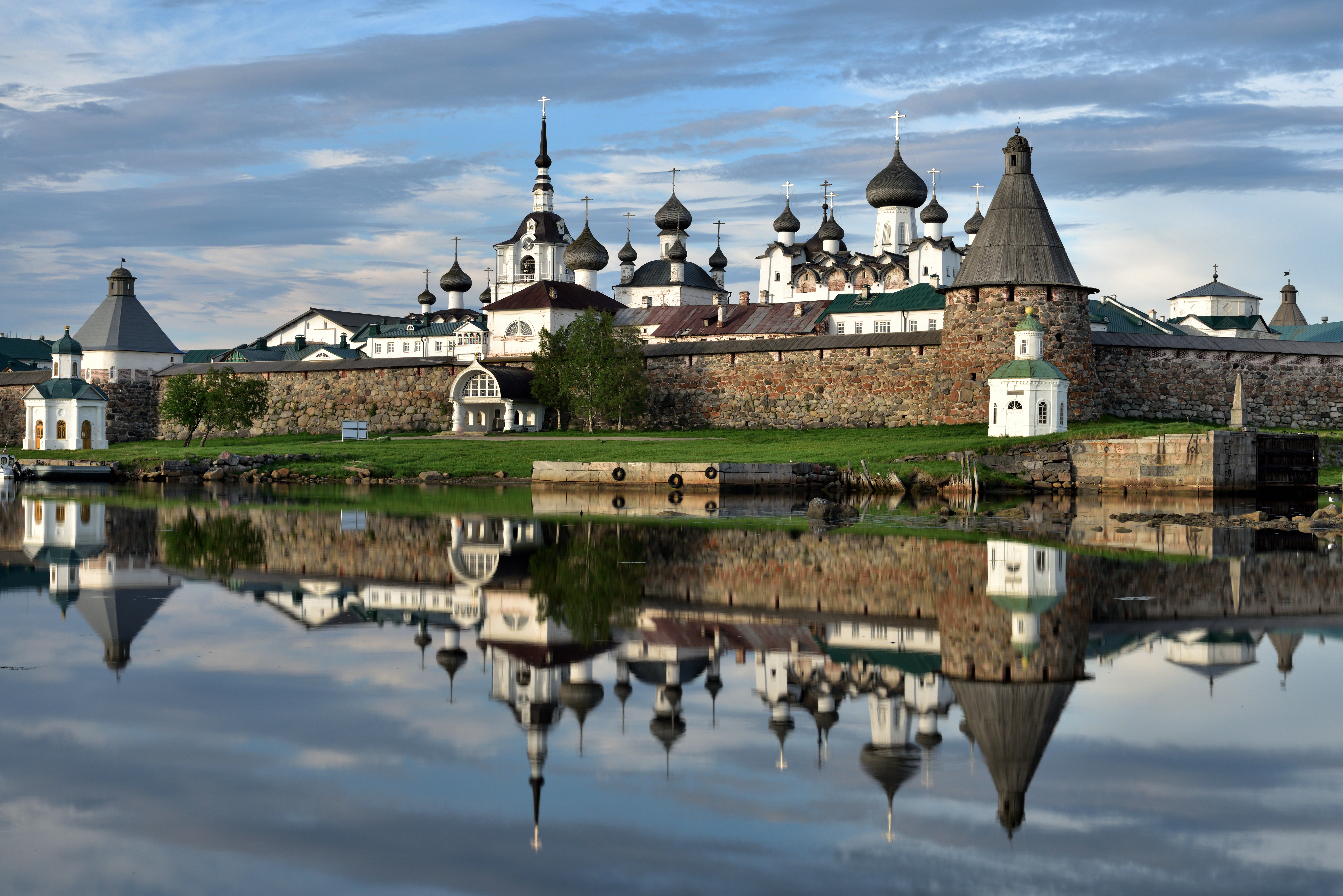
Vue d'ensemble du monastère Solovetski. Juin 2019.

## Culture
Le monastère apparaît dans le jeu vidéo Call of Duty: Black Ops Cold War, comme emplacement de l'une des deux missions finales.